# Liang Kai
Liáng Kǎi (梁楷) född mitten av 1100-talet, död tidigt 1200-tal, var en kinesisk konstnär som studerade med, och senare överglänste, sin mästare Jia Shigu. År 1210 gavs han en position som hovkonstnär men tackade nej. Istället tillbringade "galningen Liang", som han kallade sig själv, sitt liv på att måla konstverk och dricka alkohol. Till sist pensionerade han sig själv och blev en zenmunk. Liang anses ha skapat zenskolan inom kinesisk konst. En av hans mest kända verk är "Budai", en Buddha som vandrar genom landskapet. De snabba, leende, penseldragen som utgör Budai förkroppsligar zenbuddhismens filosofi om plötslig upplysning.

## Eftermäle
Nedslagskratern Liang K'ai på planeten Merkurius är uppkallad eter honom.